# Kelleys Island (Ohio)
Kelleys Island es una villa situada en el condado de Erie, Ohio, Estados Unidos. Tiene una población estimada, a mediados de 2023, de 258 habitantes.
La localidad ocupa la totalidad de la isla homónima, ubicada en el lago Eire.

## Geografía
Está ubicada en las coordenadas 41°36′9″N 82°42′23″O / 41.60250, -82.70639. Según la Oficina del Censo, tiene una superficie total de 11.41 km², de los cuales 11.26 km² corresponden a tierra firme y 0.15 km² están cubiertos de agua.

## Demografía
Según el censo de 2020, en ese momento había 256 personas residiendo en la localidad. La densidad de población era de 22.74 hab./km². El 95.7% de los habitantes eran blancos, el 2.0% eran asiáticos y el 2.3% eran de una mezcla de razas. Del total de la población, el 0.4% era hispano o latino.

## Economía
La localidad vive básicamente del turismo. Los visitantes se cuentan por cientos diariamente y por miles los fines de semana.